# 1970 au Nouveau-Brunswick
Chronologie du Nouveau-Brunswick
- 1966
- 1967
- 1968
- 1969
- 1970
- 1971
- 1972
- 1973
- 1974

Cette page concerne des événements d'actualité qui se sont produits durant l'année 1970 dans la province canadienne du Nouveau-Brunswick.

## Événements
- Création du Ministère de l'Environnement du Nouveau-Brunswick.
- Création du Parc provincial du Mont-Carleton.
- Fondation du Collège communautaire du Nouveau-Brunswick de Campbellton.
- 26 octobre : 47e élection générale néo-brunswickoise.
- 11 novembre : Richard Bennett Hatfield devient premier ministre du Nouveau-Brunswick.

## Naissances
- Fredric Gary Comeau, auteur-compositeur-interprète et poète.
- 5 février : Kelly Lamrock, député et ministre.
- 13 mars : Bill Fraser, homme d'affaires et député.
- 3 mai : Victor Boudreau, député et ministre.
- 25 juillet : Dominic Cardy, chef du Nouveau Parti démocratique du Nouveau-Brunswick.
- 14 décembre : Alain Haché, professeur.

## Décès
- Albert Sormany, maire d'Edmundston.